# Juan Pablo Gómez
Juan Pablo Gómez Vidal (Buenos Aires, Argentina, 11 de mayo de 1991) es un futbolista profesional argentino-chileno. Juega de lateral derecho y su equipo actual es Deportes Iquique de la Primera División de Chile.

## Trayectoria

### Inicios
Llegó a Chile  los 5 años de edad, y comenzó a estudiar en el Colegio Pumahue de Peñalolén. A los 10 años se integró a las divisiones inferiores de Universidad Católica.

### Universidad Católica
Debutó en el primer equipo de Universidad Católica el 5 de septiembre de 2010, en un partido válido por los octavos de final de la Copa Chile Bicentenario, en que su club perdió por 4 goles a 2 con Deportes Puerto Montt en el Estadio Chinquihue de Puerto Montt, jugando pocos minutos en la campaña en que Universidad Católica consiguió su estrella número 10.
En 2011 tuvo más oportunidades. En el Torneo de Clausura jugó su primer partido como titular frente a Club Deportivo Huachipato. Marcó su primer gol en el empate 2-2 ante Cobresal. Gómez terminaría con 2 goles en el Clausura y a la UC quedando eliminada en las semifinales del torneo. Luego ganaría su segundo título con la UC, la Copa Chile 2011, siendo pieza fundamental en la primera ronda jugando 6 partidos y marcando 1 gol a Ñublense. También anotó un gol a Audax Italiano en la semifinal (definición a penales). Además fue titular en la final frente a Magallanes. En el segundo semestre de 2014 vuelve al primer equipo después de los sucesivos préstamos y a causa de la suspensión que recibió el capitán Cristián Álvarez, Julio César Falcioni, DT del equipo en ese tiempo, lo alinea en el 11 inicial para disputar el Clásico universitario en el que la UC perdió por 3-0 donde Juan Pablo fue uno de los más regulares en el partido. En 2015 el nuevo técnico Mario Salas en un principio no tendría en cuenta a Gómez, pero las lesiones que sufrieron los otros dos laterales derechos Stefano Magnasco y Pablo Álvarez le dan minutos, en los que responde con regularidad y ocasiones en ataque.

### Coquimbo Unido
Luego de haber sido tomado en cuenta para el año 2011, se creía que Gómez se quedaría en la UC, pero con las incorporaciones para el Apertura de 2012 quedó relegado a un segundo plano. Por ello fue cedido en calidad de préstamo por 1 año a Coquimbo Unido, de la Primera B.
Su primer gol con Coquimbo fue el 22 de septiembre de 2012 contra Naval por el Clausura de la Primera B, anotando el 5-0 final de la victoria coquimbana. Posteriormente, el 14 de octubre de 2012 le marca a Cobresal por la Copa Chile 2012/13. También le marca a San Luis en el Sánchez Rumorozo y a Deportes Puerto Montt en el sur en partido dramático ya que los sureños estaban comprometidos con el descenso. Jugando por Coquimbo anotó 4 goles. Termina el año 2012 y vuelve de su préstamo a la UC.

### Barnechea
Tras terminar el préstamo en Coquimbo Unido se reintegra a la Universidad Católica, sin embargo no es tenido en cuenta por el técnico cruzado Martín Lasarte, por lo tanto se va a préstamo a AC Barnechea.

### Unión la Calera
Tras terminar el préstamo en AC Barnechea, vuelve a la Universidad Católica, pero no es considerado por Martín Lasarte se va a préstamo a Unión La Calera.

### Universidad de Concepción
Tras no ser considerado por Mario Salas para la temporada 2015-16, se va a préstamo a Universidad de Concepción hasta el fin de la temporada.

### San Luis de Quillota
Tras finalizar el préstamo con la Universidad de Concepción, rescinde su contrato con Universidad Católica y recala en San Luis de Quillota.

### Unión Española
El 30 de mayo de 2017 se confirma su llegada a Unión Española, donde se quedó hasta la temporada 2021.

### Curicó Unido
Tras sus pasos por Unión Española, se incorpora al club Curicó Unido durante la temporada 2022. En el conjunto tortero logra un nivel, terminando en un histórico 3° lugar en el torneo de 2022, clasificando a la Copa Libertadores 2023.

### Universidad de Chile
El 10 de noviembre de 2022, fue anunciado como nuevo jugador de Universidad de Chile, firmando un contrato por dos temporadas.

## Selección nacional
Fue nominado por Sergio Batista a la selección sub-20 de Argentina a mediados de 2010, antes de que el entrenador asumiera la banca de la selección absoluta de su país. Sin embargo, ya tiene nacionalidad chilena.

## Estadísticas
| Club                         | Div.          | Temporada     | Liga  | Liga  | Copas nacionales | Copas nacionales | Torneos internacionales | Torneos internacionales | Total | Total |
| Club                         | Div.          | Temporada     | Part. | Goles | Part.            | Goles            | Part.                   | Goles                   | Part. | Goles |
| ---------------------------- | ------------- | ------------- | ----- | ----- | ---------------- | ---------------- | ----------------------- | ----------------------- | ----- | ----- |
| Universidad Católica · Chile | 1ª            | 2010          | —     | —     | 1                | 0                | —                       | —                       | 1     | 0     |
| Universidad Católica · Chile | 1ª            | 2011          | 10    | 1     | 2                | 1                | 1                       | 0                       | 13    | 2     |
| Coquimbo Unido · Chile       | 2ª            | 2012          | 25    | 3     | 5                | 1                | —                       | —                       | 30    | 4     |
| Coquimbo Unido · Chile       | Total club    | Total club    | 25    | 3     | 5                | 1                | 0                       | 0                       | 30    | 4     |
| Barnechea · Chile            | 2ª            | 2013          | 5     | 0     | —                | —                | —                       | —                       | 5     | 0     |
| Barnechea · Chile            | Total club    | Total club    | 5     | 0     | 0                | 0                | 0                       | 0                       | 5     | 0     |
| Unión La Calera · Chile      | 1ª            | 2013-14       | 21    | 1     | 4                | 0                | —                       | —                       | 25    | 1     |
| Unión La Calera · Chile      | Total club    | Total club    | 21    | 1     | 4                | 0                | 0                       | 0                       | 25    | 1     |
| Universidad Católica · Chile | 1ª            | 2014-15       | 14    | 0     | 2                | 0                | —                       | —                       | 16    | 0     |
| Universidad Católica · Chile | Total club    | Total club    | 24    | 1     | 5                | 1                | 1                       | 0                       | 30    | 2     |
| Univ. de Concepción · Chile  | 1ª            | 2015-16       | 11    | 0     | 9                | 0                | 1                       | 0                       | 21    | 0     |
| Univ. de Concepción · Chile  | Total club    | Total club    | 11    | 0     | 9                | 0                | 1                       | 0                       | 21    | 0     |
| San Luis · Chile             | 1ª            | 2016-17       | 19    | 1     | 3                | 1                | —                       | —                       | 22    | 2     |
| San Luis · Chile             | Total club    | Total club    | 19    | 1     | 3                | 1                | 0                       | 0                       | 22    | 2     |
| Unión Española · Chile       | 1ª            | 2017          | 16    | 1     | 2                | 0                | —                       | —                       | 18    | 1     |
| Unión Española · Chile       | 1ª            | 2018          | 29    | 0     | —                | —                | 2                       | 0                       | 31    | 0     |
| Unión Española · Chile       | 1ª            | 2019          | 18    | 2     | 5                | 0                | 2                       | 0                       | 25    | 2     |
| Unión Española · Chile       | 1ª            | 2020          | 26    | 0     | —                | —                | —                       | —                       | 26    | 0     |
| Unión Española · Chile       | 1ª            | 2021          | 22    | 2     | 4                | 0                | 1                       | 0                       | 27    | 2     |
| Unión Española · Chile       | Total club    | Total club    | 111   | 5     | 11               | 0                | 5                       | 0                       | 127   | 5     |
| Curico Unido · Chile         | 1ª            | 2022          | 26    | 1     | —                | —                | —                       | —                       | 26    | 1     |
| Curico Unido · Chile         | Total club    | Total club    | 26    | 1     | 0                | 0                | 0                       | 0                       | 26    | 1     |
| Universidad de Chile · Chile | 1ª            | 2023          | 25    | 0     | 2                | 0                | 0                       | 0                       | 27    | 0     |
| Universidad de Chile · Chile | 1ª            | 2024          | 3     | 0     | 3                | 0                | —                       | —                       | 6     | 0     |
| Universidad de Chile · Chile | Total club    | Total club    | 28    | 0     | 5                | 0                | 0                       | 0                       | 33    | 0     |
| Total carrera                | Total carrera | Total carrera | 270   | 12    | 42               | 3                | 7                       | 0                       | 319   | 15    |
| 1. 2. 3.                     |               |               |       |       |                  |                  |                         |                         |       |       |

## Palmarés

### Campeonatos nacionales
| Título           | Equipo                    | País  | Año  |
| ---------------- | ------------------------- | ----- | ---- |
| Primera División | C.D. Universidad Católica | Chile | 2010 |
| Copa Chile       | C.D. Universidad Católica | Chile | 2011 |
| Copa Chile       | Universidad de Chile      | Chile | 2024 |

### Distinciones individuales
| Distinción                                 | Año  |
| ------------------------------------------ | ---- |
| Equipo ideal del año en la Gala Crack Easy | 2022 |